# هلموت بکر
هلموت بکر (به آلمانی: Hellmuth Becker) (۱۲ اوت ۱۹۰۲ – ۲۸ فوریه ۱۹۵۳) نظامی بلندپایه آلمانی در دوره رایش سوم بود که در جریان جنگ جهانی دوم در وافن-اس‌اس خدمت کرد.

## سال‌های اولیه
هلموت بکر روز ۱۲ اوت سال ۱۹۰۲ در آلت‌روپین زاده شد. پدرش نقاش ساختمان بود. پس از اتمام دوره دبیرستان، روز ۱ اوت سال ۱۹۲۰ به خدمت در رایشس‌هیر، نیروی زمینی آلمان پذیرفته شد. به عنوان سرباز وظیفه در هنگ ۵ پیاده‌نظام پروس در نوی‌روپین در براندنبورگ قرار گرفت. در این زمان حداقل دوران خدمت در رایشسور ۱۲ سال بود؛ در نتیجه ورود به آن همانند برگزیدن یک شغل بود. به مرور تا درجه گروهبان ترفیع گرفت. از سال ۱۹۲۸ در ستاد هنگ ۲ توپخانه در لشکر دوم پیاده‌نظام در اشتتین بود. به هر حال، وقتی دوران خدمتش در سال ۱۹۳۲ به سر آمد برای ماندن در رایشسور صد هزار نفری برگزیده نشد.
بکر از حرفه نظامی به دور نماند و روز ۲۷ فوریه سال ۱۹۳۳ به عنوان سرباز وظیفه به اس‌اس پیوست. با توجه به تجربه‌ای که در رایشسور داشت در اس‌اس زیاد به کار می‌آمد و در عرض یک سال به درجه اوبرشارفورر (معادل گروهبان یکم) ترفیع گرفت و آجودان هنگ ۷۴ اس‌اس شد. با نشان دادن عملکردی خوب تا روز ۱۷ ژوئن سال ۱۹۳۴ به درجه اس‌اس-اونتراشتورم‌فورر (معادل ستوان دوم) رسید و ۹ ماه بعد به درجه اس‌اس-اشتورم‌فورر (معادل ستوان یکم) ترفیع گرفت. در این مدت مربی نظامی در گرایفسوالت بود. سال ۱۹۳۵ به هنگ ۱ توتن‌کوپف اوبربایرن منتقل شد که مسئولیت امنیتی در اردوگاه‌ها داشت. این‌جا فرمانده گروهان جایگزینی و آموزش بود و مسئولیت آمادگی جسمانی تمامی هنگ را بر عهده داشت. با نشان دادن مهارت، سال ۱۹۳۶ به درجه اس‌اس-هاوپت‌اشتورم‌فورر (معادل سروان) ترفیع گرفت و فرماندهی یک گردان به او سپرده شد. همان سال دوباره ترفیع گرفت و اس‌اس اشتورم‌بان‌فورر (معادل سرگرد) شد. اوایل سال ۱۹۳۸ به درجه اس‌اس-اوبرست‌اشتورم‌بان‌فورر (معادل سرهنگ دوم) نائل آمد. با لشکر توتن‌کوپف در تمامی عملیات‌های پیش از جنگ، شامل ورود به اتریش، زودتنلانت و چکسلواکی حاضر بود. در جریان مسئله زودتنلانت مسئول تشکیل گردان ۱ فرایکور در این منطقه بود تا در جنگ احتمالی به‌کار برده شود که البته جنگی به وقوع نپیوست.

## جنگ جهانی دوم
در پی آغاز جنگ جهانی دوم، بکر با گردان ۱ هنگ توتن‌کوپف در قالب آینزاتس‌گروپن پس از نیروهای ورماخت وارد لهستان شد. گردان او به عنوان بخشی از لشکر توتن‌کوپف اس‌اس زمستان ۱۹۴۰–۱۹۳۹ موتوریزه شد. بکر نخستین بار سال ۱۹۴۰ رزمگاه را در کارزار فرانسه تجربه کرد و به جهت نشان دادن شجاعت هر پو درجه نشان صلیب آهنین را دریافت نمود. سال ۱۹۴۱ به جبهه شرقی منتقل شد. برای مدتی فرمانده گردان موتورسوار لشکر توتن‌کوپف بود و نقش تأثیرگذاری در پیروزی در نبرد بر سر لوشنو داشت. در جریان نبرد دمیانسک بود که عملکرد متمایزی از خود نشان داد. در این نبرد بخشی از نیروهای آلمانی در ناحیه دمیانسک به محاصره افتادند. لشکر توتن‌کوپف دیواره غربی منطقه تحت محاصره را نگاه داشته بود. بکر در راس یک گروه رزمی، با وجود برتری عددی مطلق دشمن، حملات متعددی را دفع کرد. در این شرایط دمای هوا تا منفی ۳۵ درجه زیر صفر کاهش یافت. نیروهای او البسه مناسب شرایط زمستانی و تدارکات کافی نداشتند اما به شدت پایداری می‌کردند. بکر نقش مهمی در حفظ روحیه نیروهایش ایفا کرد. بکر به جهت این دستاورد فوق‌العاده در موقعیت بهرانی محاصره دمیانسک، نشان صلیب آلمانی طلایی را دریافت کرد و به درجه اس‌اس-اشتاندارتن‌فورر (معادل سرهنگ) ترفیع گرفت. لشکر توتن‌کوپف پاییز سال ۱۹۴۲ برای بازسازی به فرانسه منتقل شد و بکر به فرماندهی هنگ ۶ پانتسرگرانادیر اس‌اس منصوب گشت.
بکر انتقاداتی نسبت به شیوه پشتیبانی فرماندهی عالی وافن-اس‌اس از لشکر توتن‌کوپف در محاصره دمیانسک داشت. او همچنین منتقد نحوه گزینش و سربازگیری اس‌اس از میان جمعیت مناطق تحت اشغال بود. او در گزارشی این موضوعات را با رایشس‌فورر هاینریش هیملر، فرمانده کل اس‌اس در میان گذاشت که البته مورد پذیرش قرار نگرفت.
هنگ ۶ پانتسرگرانادیر اس‌اس اوایل سال ۱۹۴۳ به جبهه شرقی بازگشت و در نبرد سوم خارکوف و نبرد کورسک حاضر بود. متعاقباً وادار به عقب‌نشینی در قسمت جنوبی جبهه شد. بکر به جهت عملکرد قابل توجه در مقابله با اقدام دشمن برای شکستن خط آلمانی‌ها در ناحیه رود میوس، ماه اوت سال ۱۹۴۳ نشان عالی صلیب شوالیه صلیب آهنین را دریافت کرد. این نشان به سه تن از فرماندهان گروهان‌های او نیز تعلق گرفت. بکر مدت کوتاهی بعد به ایتالیا منتقل شد تا هنگ ۱۶ پانتسرگرانادیر اس‌اس را تشکیل دهد. این دوره کوتاه بود و بکر میانه سال ۱۹۴۴ جانشین اس‌اس-گروپن‌فورر هرمان پریس در فرماندهی لشکر سوم زرهی اس‌اس توتن‌کوپف شد. بکر روز ۲۱ ژوئن به درجه اس‌اس-اوبرفورر (معادل سرهنگ ارشد) و روز ۱ اکتبر سال ۱۹۴۴ به درجه اس‌اس-بریگاده‌فورر (معادل سرتیپ) ترفیع گرفت.
بکر مهارت تاکتیکی خوبی از خود در میدان‌های نبرد به نمایش گذاشت. لشکر او به سرعت از رومانی به مرکز خط مقدم منتقل شد و با اجرای ضدحملات و اقدامات تأخیر آفرین در مقابل دشمن، به ثبات‌بخشی به جبهه در لهستان در ماه‌های ژوئیه و اوت سال ۱۹۴۴ کمک کرد. روز ۲۶ اوت لشکر زرهی توتن‌کوپف به تنهایی زیر حملات هشت لشکر تفنگ‌دار و تعداد زیادی اسکاداران هوایی ارتش سرخ قرار گرفت. بکر با وجود نداشتن پشتیبانی هوایی و تحمل تلفات، توانست یکپارچگی لشکر خود را حفظ کند و به مرور به سمت ورشو عقب بنشیند. روز ۱۱ سپتامبر با یک چرخش ناگهانی دست به ضدحمله‌ای غافل‌گیرکننده زد و دشمن را از حومه ورشو پس زد. لشکر تضعیف‌شده تا پایان ماه مواضع خود را داخل شهر حفظ کرد. بکر به جهت این نقش‌آفرینی روز ۲۱ سپتامبر سال ۱۹۴۴ مفتخر به دریافت برگ‌های صلیب شوالیه شد.
لشکر سوم زرهی توتن‌کوپف تا ماه دسامبر سال ۱۹۴۴ درگیر نبردهای دفاعی در لهستان بود تا این که مجارستان منتقل شد. در قالب گروه ارتش جنوب در تلاش برای شکستن محاصره بوداپست مشارکت کرد که موفقیت‌آمیز نبود. در خاک مجارستان عقب‌نشینی کرد. لشکر بکر در تهاجم بهاره سال ۱۹۴۵ در ناحیه دریاچه بالاتون به‌کار رفت. آخرین نبردها را ماه آوریل در حوالی وین گذراند. بکر باقیمانده نیروهای خود را به سمت اتریش برد و در نهایت روز ۹ مه سال ۱۹۴۵ تسلیم نیروهای ارتش سوم ایالات متحده شد.

## اسارت در شوروی
آمریکایی‌ها روز بعد تمامی باقی نیروهای لشکر توتن‌کوپف اس‌اس را تحویل شوروی دادند. بکر و بسیاری از افراد او در دادگاه‌های نمایشی محاکمه و به ۲۵ سال زندان محکوم شدند. بکر به عنوان دشمن سرسخت کمونیسم، هیچگاه با اسبرکنندگان خود همکاری نکرد. او نقش رهبری را در ارودگاه اسرای خود که در سیبری در نزدیکی قطب شمال بود ایفا می‌کرد و همواره در تلاش بود شرایط را برای هم‌بندی‌های خود بهتر کند. بریگاه‌فورر لمبارد گوستاو، یکی از هم‌بندی‌های او بعداً نوشت بکر روحیه بالایی داشت و «خاری در چشم روس‌ها» بود. بدین ترتیب بریگاه‌فورر هلموت بکر در نهایت روز ۲۸ فوریه سال ۱۹۵۳ به اتهام خرابکاری در یک پروژه ساختمانی، اعدام شد. همسر و پنج فرزند او بیست سال بعد از این رویداد آگاه شدند. اغلب هم‌رزمان بکر در لشکر توتن‌کوپف اس‌اس نیز در اسارت جان باختند.